# Угљен-диоксидни ласер
Угљен-диоксидни ласер или  је тип гасног ласера који као извор зрачења користи молекуле угљен-диоксида. Рад овог ласера је први пут демонстриран 1964. године у Беловим лабораторијама, од стране Кумар Патела. Један је од првих развијених и најпримењиванијих гасних ласера. Угљен-диоксидни ласер је ласер највеће излазне снаге тренутно доступан. Врло је ефикасан: излазне снаге и снаге пумпања може да достигне вредности и до 20%.
CO2 ласер производи светносни сноп у далекој инфрацрвеној области са централном таласном дужином око 9.4 и 10.6 микрометара.

## Принцип рада
ласер има сличну структуру као хелијум-неонски ласер: састоји се од стаклене цеви испуњене смешом гасова (угљен-диоксида, азота, хелијума и евентуално још неког гаса). На крајевима цеви се налазе два паралелна огледала која рефлектују ласерски сноп и тако формирају резонатор. У цеви се налазе и електроде на које је прикључен висок напон.
Висок напон производи мноштво брзих електрона у цеви који својим сударима предају енергију молекулима гаса. Молекул азота у побуђеном вибрацијском стању не може предати своју енергију емисијом фотона јер нема диполни момент, а његове вибрације не показују временску промену диполног момента. Због тога су побуђена вибрацијска стања азота дугоживећа, односно метастабилна. Сударима, молекул азота предаје енергију молекулима угљен-диоксида. Енергија вибрације молекула азота је готово једнака енергији антисиметричног истезања молекула . Ласерски прелаз је између првог нивоа антисиметричног истезања и првог нивоа симетричног истезања или првог нивоа савијања молекула .
 ласер се може подесити та рад на таласним дужинама 9,4 μm и 10,6 μm, што је у инфрацрвеном делу спектра. Како вибрацијски процепи имају ротацијске поднивое,  ласер се заправо може подесити за рад на низу таласних дужина око 9,4 μm и 10,6 μm. Може радити како у континуалном тако у импулсном режиму користећи Q-прекидање.

## Примена
Услед доступне велике излазне снаге (у комбинацији са разумном ценом овог ласера),  ласери се често користе у индустрији за сечење, варење и гравирање. Исто тако су веома примењивани у хирургији због тога што молекули воде (којих има највише у организму) апсорбују светлост на фреквенцијама зрачења овог ласера. Исто тако, услед не-апсорбовања атмосфере светлости ових фреквенција,  ласери имају примену у војне сврхе као технике за LIDAR.